# José Mensaque y Vera
José Mensaque y Vera (1855-Sevilla, 26 de mayo de 1916) fue un empresario español propietario de una fábrica de productos cerámicos y azulejos en la ciudad de Sevilla.

## Historia

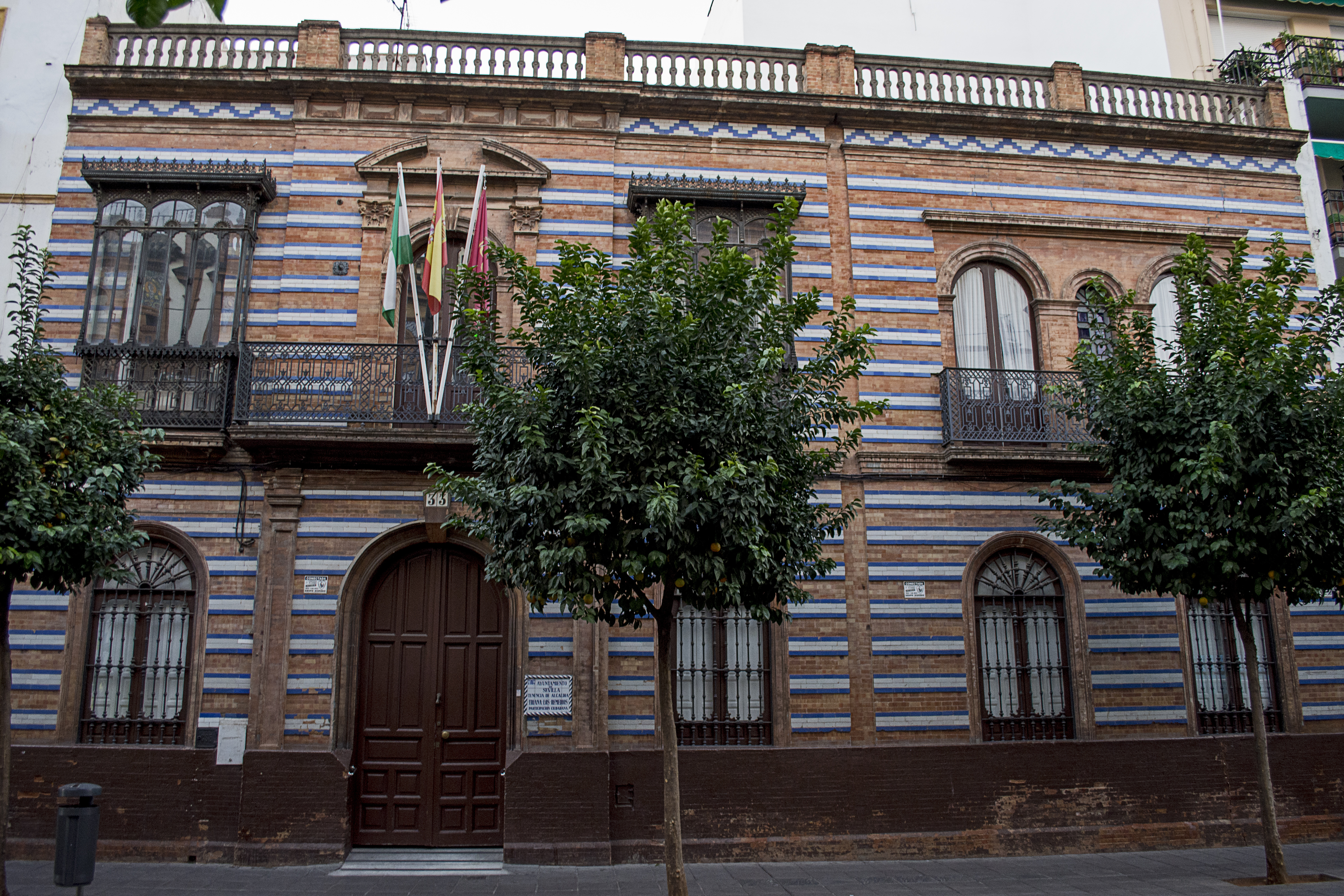
Casa Mensaque en Sevilla, obra de Juan Talavera y Heredia

La empresa primitiva fue fundada en el año 1889 por los hermanos José y Enrique Mensaque junto a Fernando Soto, y se llamó Sociedad Mensaque y Soto. Esta sociedad obtuvo diferentes premios por la calidad de sus trabajos, en 1889 el otorgado por la Exposición Universal de París, en 1892 el de las Industrias Artísticas de Barcelona, en 1893 el otorgado por la Exposición Mundial Colombina de Chicago y en 1896 el de Artes e Industrias de Barcelona. Fue proveedora de la Real Casa de los Reyes de Portugal. A la muerte en 1916 de José Mensaque, la fábrica pasó a denominarse Mensaque, Rodríguez y Cía., nombre oficial desde 1917.
Una de las piezas más conocidas que salió de la fábrica fue un panel de azulejos destinado a la Puerta del León del Alcázar de Sevilla, fechado en 1894.

## Ejemplos de producción

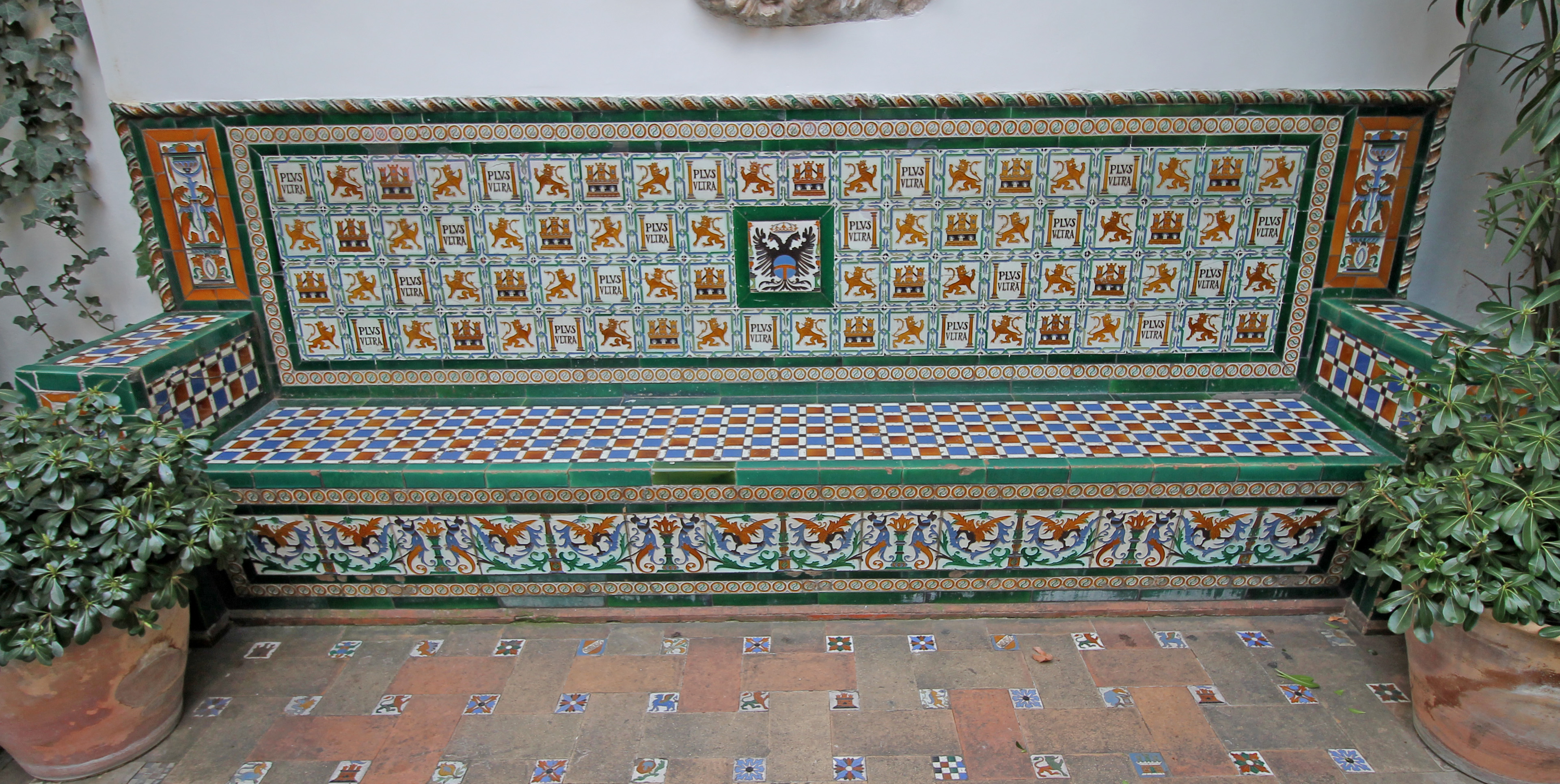
Banco de azulejos del Museo Sorolla de Madrid.
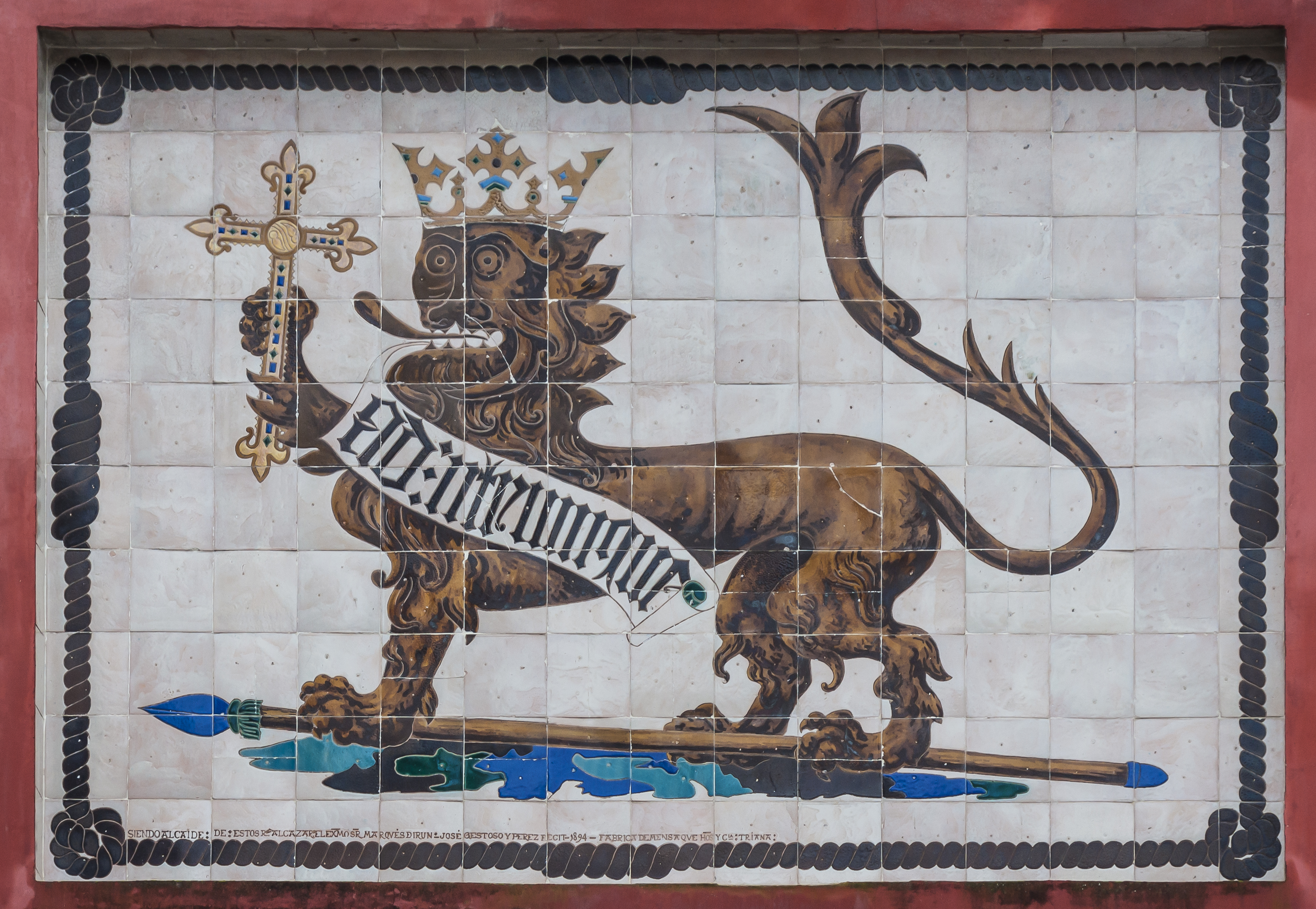
Panel de azulejos de la Puerta del León del Alcázar de Sevilla.
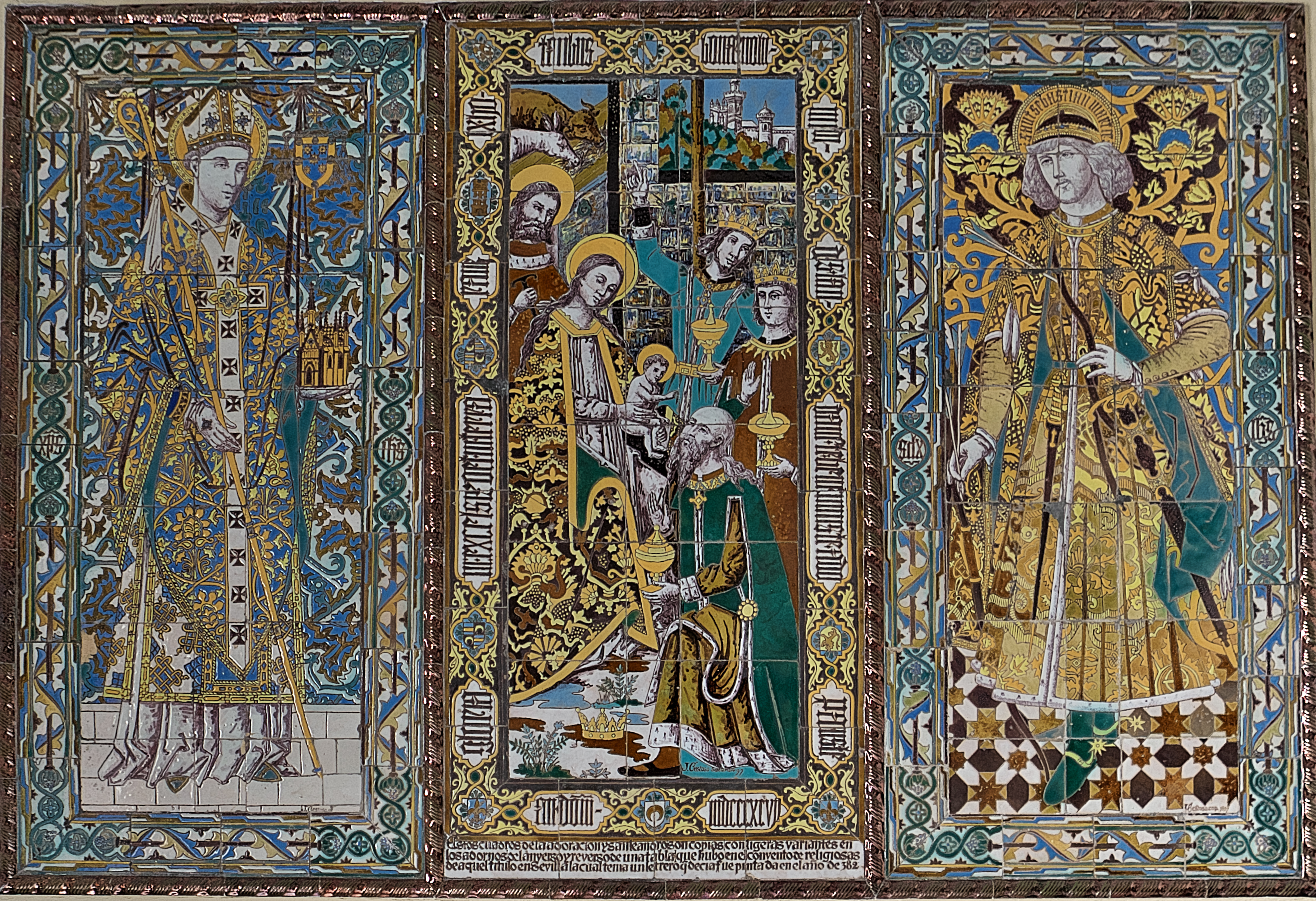
Convento de los Capuchinos (Sevilla).